# Marián Hossa
Marián Hossa (* 12. ledna 1979, Stará Ľubovňa) je bývalý slovenský reprezentant v ledním hokeji. Od sezony 2009/2010 působil v NHL v klubu Chicago Blackhawks na pozici pravého křídla. V minulosti působil v klubech: Dukla Trenčín ve slovenské Tipsport extralize, Portland Winterhawks v soutěži Western Hockey League, Ottawa Senators, Atlanta Thrashers, Pittsburgh Penguins, Detroit Red Wings v National Hockey League a v týmu Mora IK ve švédské Elitserien. Kariéru přerušil z důvodu kožní vyrážky, která mu znemožňovala hraní ve výstroji.
Je považován za jednoho z nejlepších útočníků NHL a zároveň za jednoho z nejrychlejších bruslařů této soutěže. Je dvanáctým nejproduktivnějším Evropanem v dějinách NHL a druhým nejproduktivnějším Slovákem v NHL po Peteru Šťastném. Je též osmým nejproduktivnějším Evropanem a vůbec nejproduktivnějším Slovákem ve Stanley Cupu. Reprezentoval Slovensko na několika mezinárodních soutěžích, včetně tří olympiád (Salt Lake City 2002, Turín 2006 a ve Vancouveru 2010) avšak nezískal žádnou medaili. Ve finále NHL byl pětkrát (s týmy Pittsburgh Penguins, Detroit Red Wings a 3x s Chicago Blackhawks). V letech 2010, 2013 a 2015 získal s Chicagem Blackhawks Stanley Cup. Je čtyřnásobným vítězem ankety "Zlatý puk" (2006, 2007, 2008 a 2010). Čtyřikrát (2001, 2003, 2007 a 2008) byl nominován na All-Star Games. Ženatý, otec dcery (* 2010).

## Osobní život
Narodil se 12. ledna 1979 v Staré Ľubovni. Jeho otec je František Hossa, bývalý trenér slovenské hokejové reprezentace, matka Mária Hossová pracuje jako módní návrhářka a o dva roky mladší bratr Marcel Hossa, kterého v roce 2000 draftoval tým Montreal Canadiens, hrál s bratrem v týmu HK Dukla Trenčín, Portland Winter Hawks a během výluky NHL v týmu Mora IK a také na několika světových šampionátech a olympiádách. Shodou okolností byli v sezóně 2007–2008 oba vyměněni (Marián z Atlanty do Pittsburghu a Marcel z NY Rangers do Phoenixu).
V roce 1997 úspěšně maturoval na Stredném odborném učilišti železničném v Trenčíně (obor Komerční pracovník v dopravě). 17. července 2010 se v Trenčíně oženil s dlouholetou přítelkyní Janou Ferovou. 9. září 2011 se jim narodila dcera Mia Mária.

## Kariéra

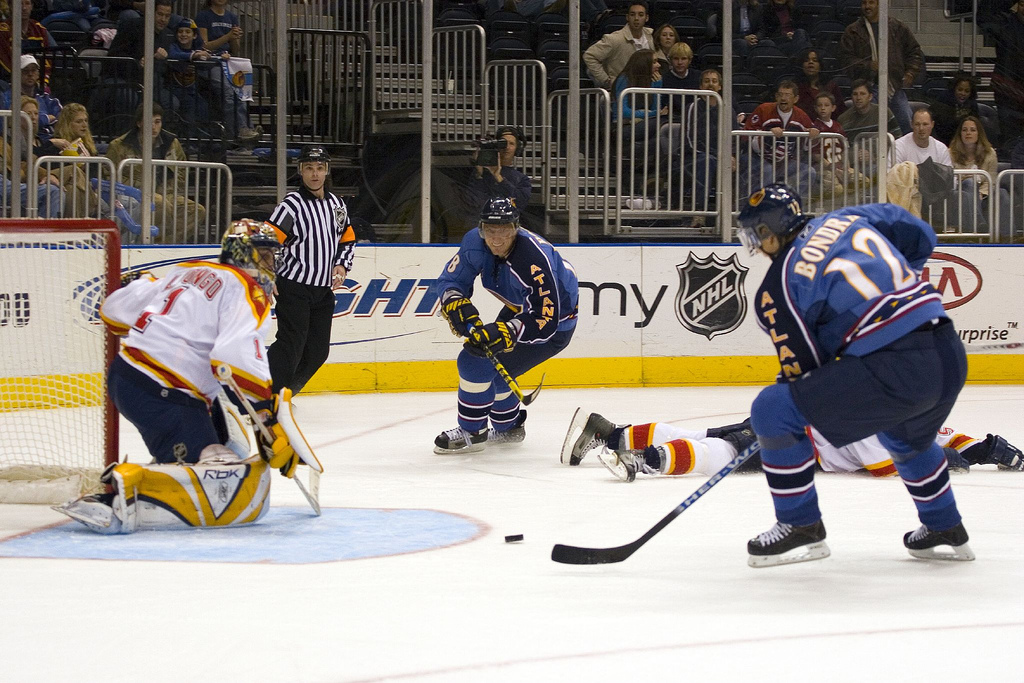
Hossa v gólové šanci přihrává spoluhráči Petru Bondrovi

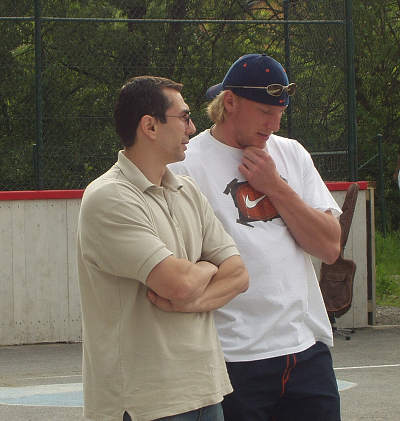
Marián Hossa (vpravo) při otevírání hokejbalového stadionu v Nesluši

### Začátky
S hokejem začínal jako pětiletý v Dukle Trenčín. V Dukle hrával během celé dorostenecké a juniorské kariéry. Nejdříve hrál na postu centra, ale později ho tehdejší trenér Jaroslav Walter postavil na pravé křídlo, kde už zůstal. Junioři Dukly získali v tomto období titul mistra Slovenska.

### Slovenská extraliga
V seniorské extralize debutoval jako 17letý. V první sezóně (1996/97) vstřelil v základní části 30 gólů a zaznamenal 24 asistencí, čímž významnou měrou přispěl k zisku mistrovského titulu.
Za Duklu hrál i později, několik zápasů na začátku sezony 2001/02, kdy čekal na podpis nové smlouvy s Ottawou a taktéž během výluky NHL (2004/05). Odehrál 25 zápasů a jeho spoluhráči byli i Marián Gáborík a Pavol Demitra. Část sezony hostoval v týmu nováčka švédské Elitserien Mora IK, kde hrál i jeho bratr Marcel.

### National Hockey League

#### Ottawa Senators (1997–2004)
Roku 1997 jej draftoval tým Ottawa Senators v prvním kole a jako 12. v celkovém pořadí. Zajímavost v draftu je podobnost s datem narození: 12. 1. 1979 – 1. kolo, 12. pořadí rok draftu 1997. Už v nejbližší sezoně odešel do zámoří, v přípravných zápasech se sice gólově prosadil, ale během úvodních 7 střetnutí v NHL zaznamenal jen jednu asistenci a klub ho poslal na farmu do klubu Portland Winter Hawks (WHL), kde během 49 zápasů nasbíral 80 bodů (43+37) a velmi tak přispěl k zisku Memorial Cupu. V následující sezoně se stal stabilním hráčem základního kádru Ottawy a byl jedním z nejlepších hráčů mužstva. Na začátku sezóny se musel zotavit po zranění kolene, nakonec odehrál 60 zápasů. V sezoně 1999/00 vstřelil 29 gólů a stal se tak střeleckým lídrem klubu.
V sezóně 2000/01 s klubem uzavřel novou smlouvu, s ročním příjmem 650 000 dolarů. Během této sezóny překonal hranici 30 gólů a 4. ledna 2001 stanovil v utkání proti Tampě nový klubový rekord pro počet asistencí v jednom zápase (5).
V základní části sezóny 2002/03 dokázal vstřelit 45 gólů, čímž překonal klubový rekord ruského hokejisty Alexeje Jašina, a v žebříčku střelců celé NHL se umístil na 3. místě. V této sezoně (10. března 2002) vstřelil v zápase proti Phoenixu jubilejní 100. gól v NHL. V poslední sezóně, kterou odehrál za Ottawu (2003/04) vstřelil 36 gólů, a stal se nejlepším střelcem mužstva v základní části a celkově dosáhl 82 kanadských bodů (i zde se jednalo o nejlepší výsledek mužstva). Nejúspěšnějším střelcem byl i v play-off.

#### Atlanta Thrashers (2006–2008)
Hossa byl jedním z mála hokejistů, kterým se po uzavření nové kolektivní dohody mezi hráči a majiteli klubů NHL po roční výluce, plat nesnížil, ale naopak zvýšil. Po dlouhých jednáních 23. srpna 2005, poslední den před vypršením termínu, Senators souhlasili s podpisem smlouvy na tři roky na 18 milionů dolarů. Na sezónu 2005/06 tak měl zaručený příjem 5 milionů dolarů, čímž se stal nejlépe placeným slovenským hokejistou v NHL. Již několik hodin po podpisu ho však překvapivě vyměnili do Atlanty Thrashers za Danyho Heatleyho s tříletým platem 13,5 milionů dolarů. Po sedmi sezónách v Ottawě, během kterých se Hossa stal jedním z jejich nejdůležitějších hráčů, tak změnil své působiště. Právě tato výměna patří mezi největší v historii NHL, tehdejší kapitán Ottawy Daniel Alfredsson popsal oba hokejisty jako rozdílné, ale produktivní hráče.
Svůj první zápas za Atlantu odehrál 22. září 2005, jednalo se o přípravný zápas, ve kterém Atlanta podlehla Floridě Panthers 3:4. V první sezóně v Atlantě si Hossa se ziskem 92 bodů vytvořil své bodové maximum. Atlantě však play-off i kvůli zranění brankářské jedničky Kariho Lehtonena ušlo o dva body. V té následující dosáhl jako první hráč Thrashers v historii 100 bodů za sezónu. V žebříčku produktivity celé NHL skončil šestý. V 1. kole play-off se střetnul se svým bratrem Marcelem z New York Rangers, Atlanta byla vyřazena 0:4 na zápasy.
Po sezóně byl nominován i na několik ocenění. V hlasování o Hart Trophy se umístil na 10. místě.

#### Pittsburgh Penguins (2008)
Na konci sezóny 2007/08 mu v Atlantě končila smlouva. V únoru bylo jasné, že se na novém kontraktu nedohodne, a tudíž ho čekal přestup. Zájem projevilo více klubů (San Jose Sharks, Detroit Red Wings či Montreal Canadiens). Nakonec ale v poslední možný termín před koncem přestupového období jej Trashers spolu s Pascalem Dupuisem vyměnili s Pittsburghem za Colbyho Armstronga, Erika Christensena, Angela Esposita a právo výběru v prvním kole draftu. Hossa měl spolu se Sidneym Crosbym a Jevgenijem Malkinem pomoci tučňákům v play-off. 28. února debutoval za Penguins v zápase proti Bruins. Po přibližně 10 minutách si ale po srážce s Glenem Murrayem zranil koleno a zápas nedohrál.
V prvním kole play-off přispěl k vyřazení svého bývalého klubu, Ottawy. V zápasech nastupoval v útoku s Crosbym a v sérii zaznamenal celkově 5 bodů. 4. května 2008 v zápase proti Rangers rozhodl o postupu Pittsburghu do finále Východní konference, když vstřelil dva góly v prodloužení posledního zápasu (Pittsburgh vyhrál 3:2 a na zápasy 4:1).
Ve finále Východní konference Pittsburgh porazil Flyers 4:1 na zápasy. Hossa zaznamenal v rozhodujícím zápase gól a tři asistence a byl vyhlášen druhou hvězdou zápasu. Stal se devátým Slovákem, který se probojoval do finále Stanley Cupu. Ve finále Stanley Cupu se Pittsburgh střetnul s Detroitem Red Wings, ale prohrál 2:4 na zápasy. Hossa se v play-off v kanadském bodování umístil na třetím místě se ziskem 26 bodů (12+14).
I přes neúspěch ve finále byl Hossův přestup do Pittsburghu označován jako jeden z nejlepších v sezoně.

#### Detroit Red Wings (2008–2009)

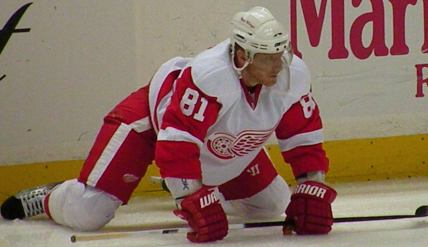
Hossa před zápasem za Red Wings

Po sezoně 2007/08 se stal volným hráčem a přestože měl nabídku na několikaleté (přesná doba nebyla upřesněna) působení v klubu Edmonton Oilers na nejméně 9 milionů dolarů na sezonu 2. července 2008 podepsal roční smlouvu s Detroitem na 7,45 milionu dolarů. Nosil číslo 81, protože číslo 18 v Detroitu patří dlouhodobému hráči Kirku Maltbymu. 18. října 2008 vstřelil v zápasu proti New York Rangers svůj první gól v dresu Detroitu a zároveň 300. gól v NHL.
Zápas proti St. Louis 3. března 2009 pro Hossu skončil již v šesté minutě první třetiny, kdy musel být z ledu odvezen na nosítkách po střetu s českým obráncem Romanem Polákem. Odjel do nemocnice na důkladnější vyšetření, podle mluvčího klubu, Johna Hahna se jednalo jen o preventivní vyšetření, jelikož Hossa neztratil vědomí ani cit v končetinách. Rozhodčí Poláka vyloučili na dvě minuty za hrubost. Detroit nakonec St. Louis porazil 5:0.
V ročníku 2008–09 bylo stejné složení finále Stanley Cupu, tentokrát však Hossa hrál v drese Red Wings. Po vyřazení týmu Chicago Blackhawks v semifinále Hossa přiznal, že finále s Pittsburghem „bude jistě velmi zajímavé“. Po sedmizápasové sérii se vítězem stal Pittsburgh, poslední zápas vyhrál 2:1. Hossa během 23 zápasů v play-off nasbíral 15 bodů (6+9).

#### Chicago Blackhawks (od roku 2009)
1. července 2009 se jako volný hráč připojil ke klubu Chicago Blackhawks, se kterým podepsal 12letou smlouvu na 62,8 milionu dolarů. Jednalo se o nejdražší smlouvu v historii klubu, rekord platil až do prosince 2009, kdy jej překonal Duncan Keith, který se upsal na 13 let za 72 milionů dolarů. Smlouva byla podepsána ve stejný den, kdy tehdejší nejproduktivnější a nejužitečnější hráč Martin Havlát přestoupil do Minnesoty. Na začátku sezony se podrobil operaci ramene a vynechal tak její začátek.
31. července oznámil deník Ottawa Sun, že vedení ligy začalo vyšetřovat Hossův dlouhodobý kontrakt. Protože smlouva vyprší, až když bude Hossovi 42, a navíc smlouva je nastavena tak, že hráč získá většinu peněz za prvních 8 let, ty zbývající 4 by získal pouze zanedbatelnou částku, tzn. že Hossa by mohl ukončit kariéru už po oněch osmi letech. Toto rozhodnutí by obcházelo kolektivní dohodu o platových stropech. Chicagu hrozila vysoká pokuta, nebo ztráta práva výběru při draftu.
Za Blackhawks debutoval 25. listopadu 2009 proti San Jose Sharks, v tomto zápase zároveň vstřelil dva góly. Nosí dres číslo 81, protože číslo 18 visí pod stropem United Centre. Nosil ho Denis Savard.
S Chicagem se mu hned v první sezóně podařilo postoupit do finále, proti Philadelphii, které Chicago vyhrálo 4:2 na zápasy. 9. června 2010 získal Hossa svůj první Stanley Cup.
V sezoně 2010/2011 Chicago postoupilo do play-off z třetího místa Centrální divize. Ale vypadlo hned v prvním kole proti Vancouver Canucks 2:4 na zápasy. Hossa si v sezoně připsal celkem 57 bodů (25+32). Hossa si v sezoně 2011/2012 připsal (29+48) tj. 77 kanadských bodu a stal se nejproduktivnějším hráčem Chicaga.
Během výluky v NHL v sezoně 2012-13 nikde nehrál, což mu umožnilo, aby se plně zotavil ze zranění z playoff minulé sezony a do zkrácené sezony naskočil v plné síle. Během základní části nasbíral celkem 31 bodů (17+14) ve 40 zápasech. Zápas 3. března 2013 v Detroitu byl jeho 1000. v kariéře v NHL a Hossa dokázal tisícovku zápas v NHL odehrát jako 283. hráč v historii (5. Slovák v historii po Mikitovi, Bondrovi, Šatanovi a Chárovi). Dalším milníkem, který zaznamenal, bylo 500 asistencí v NHL a na tuto hranici se dostal 24. dubna 2013 v Edmontonu. V playoff přidal 16 bodů v 22 zápasech. Ke konci playoff měl problémy se zády a jeden zápas finále Stanley Cupu musel kvůli tomu vynechat. Nakonec se ale mohl radovat ze svého 2. Stanley Cupu při 4. finálové účasti.
V sezoně 2013-14 poprvé v dresu Blackhawks dosáhl na hranici 30 gólů za sezonu a po 8. v kariéře v NHL. Celkem odehrál 72 zápasů a nasbíral 60 bodů. Vedl tým ve statistice +/- s +28 body, což je jeho nejlepší výkon v kariéře. V NHL byl ve statistice +/- na 13. místě. V playoff ho ovšem střelecké štěstí opustilo a tak vstřelil pouze 2 branky v 19 zápasech.
V sezoně 2014–15 poprvé od příchodu do Chicaga odehrál všech 82 utkání základní části, ve kterých nasbíral 61 bodů (22+39) a byl tak 3. nejproduktivnější hráč týmu. Po 10. v kariéře tak dosáhl mety 60 bodů v sezoně. Dne 30. října 2014 v Ottawě, kde svou kariéru v NHL začínal, se stal 80. hráčem v historii NHL, který nasbíral 1000 bodů v základní části. Této mety dosáhl ve svém jubilejním 1100. utkání v NHL. V playoff při cestě za svým třetím Stanley Cupem nasbíral 17 bodů (4+13) ve 23 zápasech a byl 4. nejproduktivnějším hráčem Blackhawks. Dva z jeho 3 gólů zajistily Blackhawks postup do dalšího kola (ve 4. zápasech 2. kola proti Minnesotě a v 7. zápase finále Západní konference proti Anaheimu).
V průběhu sezony 2015–16 měl několik zdravotních problémů, takže odehrál jen 64 utkání, ve kterých nasbíral 33 bodů (13+20). Další milník zaznamenal 13. prosince 2015 proti Vancouveru, když odehrál svůj 1200. zápas v NHL. V playoff si v 7 zápasech připsal 5 bodů (3+2), ale vypadnutí Blackhawks v prvním kole se St. Louis zabránit nedokázal.
V sezoně 2016–17 byl třetím nejlepším střelcem (26) Blackhawks a celkem si připsal 45 bodů v 73 zápasech. Zaznamenal tak 15. sezonu v NHL s minimálně 20 góly, což se před ním podařilo jen 25 hráčům. Jako 44. hráč historie vstřelil dne 18. října 2016 proti Philadelphii 500. gól v NHL. V sezoně zaznamenal další milníky, a to 1100. bod v NHL 6. listopadu 2016 proti Dallasu a 1300. zápas v NHL dne 16. března 2017 v Ottawě. V playoff proti Nashvillu ve 4 zápasech nebodoval.
Celou sezonu 2017–18 vynechal ze zdravotních důvodů - vyrážce, kterou mu způsobovala hokejová výstroj.
19.5.2018 oznámil konec kariéry.

### Reprezentace

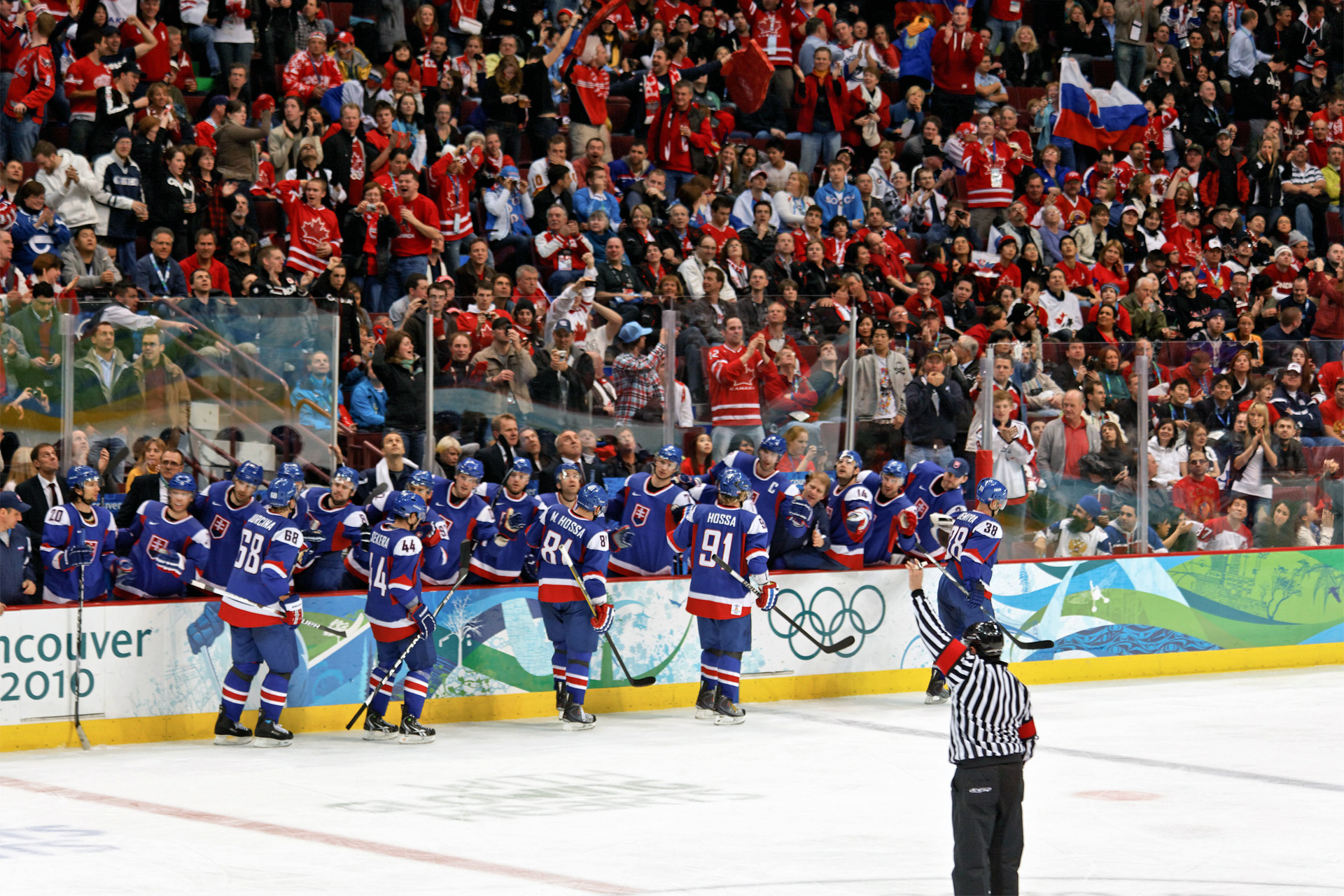
Hossa a zbytek slovenské reprezentace na Zimních olympijských hrách 2010

Marián Hossa reprezentoval Slovensko jako junior na Mistrovství světa do 20 let v letech 1997 ve Švýcarsku, kde jeho tým obsadil 6. místo, a roku 1998 ve Finsku, kde slovenský tým skončil na 9. místě. V roce 1997 vybojoval se slovenskou juniorskou reprezentací také 6. místo na juniorském mistrovství Evropy, kterého se účastnili hráči do 18 let.
Jeho prvním seniorským turnajem bylo MS 1997 ve Finsku, na které ho nominoval trenér Jozef Golonka. Nastoupil tehdy ještě jako 18letý talent slovenského výběru. Hrál i na MS 1999 v Norsku. Odehrál šest střetnutí, ve kterých dal 5 gólů a na dva přihrál, čímž se stal spolu se Žigmundem Pálffym nejlepším střelcem Slovenska.
Celkem Hossa za Slovensko nastoupil na mistrovstvích světa v letech 1997, 1999, 2001, 2004, 2005, 2006, a na Zimních olympijských hrách 2002 v Salt Lake City, 2006 v Turíně a Zimních olympijských hrách 2010 ve Vancouveru a na Světovém poháru v roce 2004. Zajímavostí je, že jako jeden z mála špičkových slovenských hráčů zatím nezískal medaili na MS. Celkem odehrál za seniorskou reprezentaci 72 zápasů, ve kterých dal 33 gólů.
Na světový šampionát v lotyšské Rize roku 2006 přicestoval jako největší hvězda a kapitán slovenského mužstva. V zápase s Kazachstánem se po zákroku protihráče Alexeje Litviněnka zranil a v dalších důležitých zápasech proti Rusku a Švýcarsku nemohl nastoupit kvůli poškození vnitřního kolenního vazu. Na klíčové utkání proti Švédsku nastoupil s menším zraněním a měl významný podíl na výhře Slovenska 5:2, protože zaznamenal gól a dvě asistence. Slovensko vypadlo ve čtvrtfinále s Kanadou, kde Hossa přihrál na jediný gól svého týmu (prohrálo 4:1).
V roce 2007 ho po vypadnutí Atlanty v prvním kole play-off kontaktoval reprezentační trenér Július Šupler. Po krátkém váhání s účastí souhlasil s tím, že se dostaví později. Nehrál tak v prvním zápase proti Norsku (stejně jako Pavol Demitra, se kterým přicestoval). Opět hrál v „trenčínském“ útoku s Demitrou a Gáboríkem, dal 2 góly a zaznamenal 4 asistence. Mužstvo vypadlo se Švédskem ve čtvrtfinále a obsadilo 6. místo.

### Zimní olympijské hry
Slovensko obsadilo na ZOH v Turíně 5. místo. Poté, co postoupilo ze základní skupiny, bylo vyřazeno ve čtvrtfinále Českem. Hossa hrál společně Demitrou a Gáboríkem v prvním útoku, který dal na olympiádě 10 gólů, což je víc než zbytek mužstva dohromady. S 10 body (5+5) se stal nejproduktivnějším hráčem a nejlepším střelcem Slovenska, zároveň třetím nejproduktivnějším hráčem i třetím nejlepším střelcem olympiády (obojí spolu se Švédem Danielem Alfredssonem).
Účast Hossy na zimních olympijských hrách 2010 ve Vancouveru byla ohrožena vzhledem k předcházejícímu zranění. Nastoupil již v prvním zápase proti Česku v rámci takzvaného trenčínského útoku spolu s bratrem Marcelem a Pavlem Demitrou. V druhém zápase Slovenska proti Rusku dal vyrovnávající gól na 1:1. Ve čtvrtfinále zaznamenal tři asistence. Celkově zaznamenal 9 kanadských bodů, čímž se stal druhým nejproduktivnějším hráčem na olympiádě(první byl taky Slovák Pavol Demitra /3+7/).
V roce 2014 reprezentoval Slovensko na ZOH v Soči, kde ve 4 zápasech nasbíral 3 body (2+1), ale své zemi k postupu ze skupiny nepomohl.

## Ocenění a úspěchy
- Mistr Slovenské Extraligy – 1997
- Jim Piggott Memorial Trophy pro nejlepšího nováčka WHL – 1998
- Memorial Cup – 1998
- Výběr nováčků sezóny NHL (All-rookie) – 1999
- druhé místo v hlasování o Calder Trophy pro nejlepšího nováčka sezóny – 1999.[2]
- NHL All-Star Game – 4 účasti: 2001, 2003, 2007, 2008
- ocenění Zlatý puk pro nejlepšího hokejistu Slovenska – 2006, 2007, 2008, 2010.[6][58][59]
- ocenění Zlatý puk pro nejlepšího útočníka – 2005, 2006, 2007, 2008, 2009.[60][61]
- ocenění Sportovec roku Slovenska – 3. místo – 2006, umístění v Top 10: 2003, 2004, 2007, 2008, 2009.[62]
- ocenění Krištáľové krídlo v kategorii sportovec – 2006.[63]
- Stanley Cup – 2010
- Stanley Cup – 2013
- Stanley Cup - 2015

## Prvenství
- Debut v NHL – 1. října 1997 (Montreal Canadiens proti Ottawa Senators)
- První asistence v NHL – 12. října 1997 (Los Angeles Kings proti Ottawa Senators)
- První gól v NHL – 9. prosince 1998 (Florida Panthers proti Ottawa Senators, kanadskému brankáři Sean Burke)
- První hattrick v NHL – 18. listopadu 2000 (Ottawa Senators proti Florida Panthers)

## Klubové statistiky
| Sezóna       | Klub                 | Soutěž       |      | Základní část | Základní část | Základní část | Základní část | Základní část |    | Play off | Play off | Play off | Play off | Play off |
| Sezóna       | Klub                 | Soutěž       | Z    | G             | A             | B             | TM            | Z             | G  | A        | B        | TM       |          |          |
| 1995–96      | HK Dukla Trenčín 20  | SHL-20       | 53   | 42            | 49            | 91            | 26            | —             | —  | —        | —        | —        |          |          |
| 1996–97      | Dukla Trenčín        | SHL          | 46   | 25            | 19            | 44            | 33            | 7             | 5  | 5        | 10       | —        |          |          |
| 1997–98      | Portland Winterhawks | WHL          | 53   | 45            | 40            | 85            | 50            | 16            | 13 | 6        | 19       | 6        |          |          |
| 1997–98      | Ottawa Senators      | NHL          | 7    | 0             | 1             | 1             | 0             | —             | —  | —        | —        | —        |          |          |
| 1998–99      | Ottawa Senators      | NHL          | 60   | 15            | 15            | 30            | 37            | 4             | 0  | 2        | 2        | 4        |          |          |
| 1999–00      | Ottawa Senators      | NHL          | 78   | 29            | 27            | 56            | 32            | 6             | 0  | 0        | 0        | 2        |          |          |
| 2000–01      | Ottawa Senators      | NHL          | 81   | 32            | 43            | 75            | 44            | 4             | 1  | 1        | 2        | 4        |          |          |
| 2001–02      | Dukla Trenčín        | SHL          | 8    | 3             | 4             | 7             | 16            | —             | —  | —        | —        | —        |          |          |
| 2001–02      | Ottawa Senators      | NHL          | 80   | 31            | 35            | 66            | 50            | 12            | 4  | 6        | 10       | 2        |          |          |
| 2002–03      | Ottawa Senators      | NHL          | 80   | 45            | 35            | 80            | 34            | 18            | 5  | 11       | 16       | 6        |          |          |
| 2003–04      | Ottawa Senators      | NHL          | 81   | 36            | 46            | 82            | 46            | 7             | 3  | 1        | 4        | 0        |          |          |
| 2004–05      | Mora IK              | SEL          | 24   | 18            | 14            | 32            | 22            | —             | —  | —        | —        | —        |          |          |
| 2004–05      | Dukla Trenčín        | SHL          | 25   | 22            | 20            | 42            | 38            | 5             | 4  | 5        | 9        | 14       |          |          |
| 2005–06      | Atlanta Thrashers    | NHL          | 80   | 39            | 53            | 92            | 67            | —             | —  | —        | —        | —        |          |          |
| 2006–07      | Atlanta Thrashers    | NHL          | 82   | 43            | 57            | 100           | 49            | 4             | 0  | 1        | 1        | 6        |          |          |
| 2007–08      | Atlanta Thrashers    | NHL          | 60   | 26            | 30            | 56            | 30            | —             | —  | —        | —        | —        |          |          |
| 2007–08      | Pittsburgh Penguins  | NHL          | 12   | 3             | 7             | 10            | 6             | 20            | 12 | 14       | 26       | 12       |          |          |
| 2008–09      | Detroit Red Wings    | NHL          | 74   | 40            | 31            | 71            | 63            | 23            | 6  | 9        | 15       | 10       |          |          |
| 2009–10      | Chicago Blackhawks   | NHL          | 57   | 24            | 27            | 51            | 18            | 22            | 3  | 12       | 15       | 25       |          |          |
| 2010–11      | Chicago Blackhawks   | NHL          | 65   | 25            | 32            | 57            | 32            | 7             | 2  | 4        | 6        | 2        |          |          |
| 2011–12      | Chicago Blackhawks   | NHL          | 81   | 29            | 48            | 77            | 20            | 3             | 0  | 0        | 0        | 0        |          |          |
| 2012–13      | Chicago Blackhawks   | NHL          | 40   | 17            | 14            | 31            | 16            | 22            | 7  | 9        | 16       | 2        |          |          |
| 2013–14      | Chicago Blackhawks   | NHL          | 72   | 30            | 30            | 60            | 20            | 19            | 2  | 12       | 14       | 8        |          |          |
| 2014–15      | Chicago Blackhawks   | NHL          | 82   | 22            | 39            | 61            | 32            | 23            | 4  | 13       | 17       | 10       |          |          |
| 2015–16      | Chicago Blackhawks   | NHL          | 64   | 13            | 20            | 33            | 24            | 7             | 3  | 2        | 5        | 0        |          |          |
| 2016–17      | Chicago Blackhawks   | NHL          | 73   | 26            | 19            | 45            | 8             | 4             | 0  | 0        | 0        | 2        |          |          |
| 2017–18      | Chicago Blackhawks   | NHL          | —    | —             | —             | —             | —             | —             | —  | —        | —        | —        |          |          |
| 2018–19      | Arizona Coyotes      | NHL          | —    | —             | —             | —             | —             | —             | —  | —        | —        | —        |          |          |
| 2019–20      | Arizona Coyotes      | NHL          | —    | —             | —             | —             | —             | —             | —  | —        | —        | —        |          |          |
| 2020–21      | Arizona Coyotes      | NHL          | —    | —             | —             | —             | —             | —             | —  | —        | —        | —        |          |          |
| Celkem v NHL | Celkem v NHL         | Celkem v NHL | 1309 | 525           | 609           | 1134          | 628           | 205           | 52 | 97       | 149      | 95       |          |          |

## All-Star Games
| Rok             | Místo           |                 | Góly | Asistence | Body |
| --------------- | --------------- | --------------- | ---- | --------- | ---- |
| 2001            | Denver          | 0               | 2    | 2         |      |
| 2003            | Sunrise         | 0               | 0    | 0         |      |
| 2007            | Dallas          | 0               | 4    | 4         |      |
| 2008            | Atlanta         | 1               | 1    | 2         |      |
| 2012            | Ottawa          | 1               | 3    | 4         |      |
| All-Star celkem | All-Star celkem | All-Star celkem | 2    | 10        | 12   |

## Reprezentace
| Rok                       | Tým                       | Soutěž                    | Z  | G  | A  | B  | TM |
| ------------------------- | ------------------------- | ------------------------- | -- | -- | -- | -- | -- |
| 1996                      | Slovensko 18              | MEJ                       | 5  | 1  | 3  | 4  | 6  |
| 1997                      | Slovensko 20              | MSJ                       | 6  | 5  | 2  | 7  | 2  |
| 1997                      | Slovensko 18              | MEJ                       | 2  | 3  | 0  | 3  | 0  |
| 1997                      | Slovensko                 | MS                        | 8  | 0  | 2  | 2  | 0  |
| 1998                      | Slovensko 20              | MSJ                       | 6  | 4  | 4  | 8  | 12 |
| 1999                      | Slovensko                 | MS                        | 6  | 5  | 2  | 7  | 8  |
| 2001                      | Slovensko                 | MS                        | 6  | 1  | 2  | 3  | 2  |
| 2002                      | Slovensko                 | OH                        | 2  | 4  | 2  | 6  | 0  |
| 2004                      | Slovensko                 | MS                        | 9  | 2  | 5  | 7  | 2  |
| 2004                      | Slovensko                 | SP                        | 4  | 1  | 0  | 1  | 2  |
| 2005                      | Slovensko                 | MS                        | 7  | 4  | 3  | 7  | 6  |
| 2006                      | Slovensko                 | OH                        | 6  | 5  | 5  | 10 | 4  |
| 2006                      | Slovensko                 | MS                        | 5  | 1  | 6  | 7  | 0  |
| 2007                      | Slovensko                 | MS                        | 6  | 2  | 4  | 6  | 6  |
| 2010                      | Slovensko                 | OH                        | 7  | 3  | 6  | 9  | 6  |
| 2011                      | Slovensko                 | MS                        | 5  | 1  | 1  | 2  | 2  |
| 2014                      | Slovensko                 | OH                        | 4  | 2  | 1  | 3  | 4  |
| 2016                      | Tým Evropy                | SP                        | 6  | 1  | 0  | 1  | 4  |
| Juniorská kariéra celkově | Juniorská kariéra celkově | Juniorská kariéra celkově | 19 | 13 | 9  | 22 | 20 |
| Seniorská kariéra celkově | Seniorská kariéra celkově | Seniorská kariéra celkově | 81 | 32 | 39 | 71 | 46 |